# Lijst van vlaggen van Litouwse deelgebieden
Dit artikel bevat een lijst van vlaggen van Litouwse deelgebieden. Litouwen is ingedeeld in tien districten (of provincies), die allemaal een eigen vlag hebben. De districtsvlaggen hebben allen eenzelfde opbouw, gebaseerd op de districtswapens: een egaal veld met daarin een regionaal symbool, omringd door een blauwe rand met daarin tien gouden Vytiskruizen. Dit aantal verwijst naar het aantal districten. Alle vlaggen zijn vastgelegd door de Heraldische Commissie van het Ministerie van Binnenlandse Zaken, die van Tauragė in 2005 en de rest een jaar eerder.
| Kaart | District    | Vlag | Artikel over de vlag | Ratio | Ingebruikname |
| ----- | ----------- | ---- | -------------------- | ----- | ------------- |
|       | Alytus      |      | Vlag van Alytus      | 3:4   | 2004          |
|       | Kaunas      |      | Vlag van Kaunas      | 3:4   | 2004          |
|       | Klaipėda    |      | Vlag van Klaipėda    | 3:4   | 2004          |
|       | Marijampolė |      | Vlag van Marijampolė | 3:4   | 2004          |
|       | Panevėžys   |      | Vlag van Panevėžys   | 3:4   | 2004          |
|       | Šiauliai    |      | Vlag van Šiauliai    | 3:4   | 2004          |
|       | Tauragė     |      | Vlag van Tauragė     | 3:4   | 2005          |
|       | Telšiai     |      | Vlag van Telšiai     | 3:4   | 2004          |
|       | Utena       |      | Vlag van Utena       | 3:4   | 2004          |
|       | Vilnius     |      | Vlag van Vilnius     | 3:4   | 2004          |